# 仰卧黄芩
仰卧黄芩（学名：Scutellaria supina）为唇形科黄芩属下的一个种。是多年生半灌木。

## 特征
根茎木质，斜行或伏地。
茎多数，高10-45厘米，上升或有时近于直立，不分枝或甚分枝，被有多少贴生而下向的短柔毛，杂有疏生平展的长柔毛（在茎上部尤多），淡黄绿色或稍带紫色。
叶长圆状卵圆形或卵圆形，长1-4厘米，宽0.6-2厘米，先端钝或微钝，上部叶有时微尖，边缘具浅而相当大4-7对圆齿状锯齿，上面常被有散生或稍多的下弯而基部常瘤状的短硬毛或长硬毛，下面有腺点，通常如上面全部被硬毛或仅沿脉上有长或短的疏柔毛；下部叶叶柄长达1.5厘米，长约为叶片全长之半，毛被同茎，上部叶近于无柄。
花序短而紧密，果时微仲长，长2.5-4厘米；苞片宽大，卵圆形，稀长圆状卵圆形，下部者长1.5-2厘米，宽0.5-1.2厘米，先端稍钝或甚锐尖，淡绿色或局部带紫色，疏被疏柔毛，杂有具短柄的腺毛，或有时近于无毛，边缘具长纤毛。花萼长约2毫米，被具腺疏柔毛。花冠通常较大，长2.2-3.5厘米，黄色，外被具腺短柔毛。
小坚果长约1.5毫米，三棱状卵圆形，被短星毛。

## 扩展阅读
- 維基物種上的相關：仰卧黄芩